# فويلة حادة الأوراق
فويلة حادة الأوراق (الاسم العلمي:Hedysarum acutifolium) هي نوع من النباتات يتبع جنس الفويلة من الفصيلة البقولية.